# Savigny-sous-Mâlain
Savigny-sous-Mâlain är en kommun i departementet Côte-d'Or i regionen Bourgogne-Franche-Comté i östra Frankrike. Kommunen ligger i kantonen Sombernon som tillhör arrondissementet Dijon. År 2022 hade Savigny-sous-Mâlain 233 invånare.

## Befolkningsutveckling
Antalet invånare i kommunen Savigny-sous-Mâlain
Referens:INSEE